# Shotokai
Shotokai o Shoto Kai è l'associazione (kai in giapponese significa associazione) che si occupa di gestire il karate dello stile Shotokan-ryu.
Dopo la seconda guerra mondiale, principalmente nella città di Tokyo, il Karate del Maestro Gichin Funakoshi si sviluppò notevolmente sino ad essere praticato in tutte le università. Per gestire al meglio sia la pratica che la didattica del Karate, vennero create due associazioni, la Shoto-kai di cui Funakoshi era il Presidente e la Kyo Kai. 
Questi due gruppi avevano il controllo su quasi tutte le università e gli insegnanti provenivano tutti dallo Shoto-kan, ovvero il Dojo del maestro Funakoshi. Originariamente perciò non vi erano differenze nella natura dell'espressione dei movimenti da parte dei praticanti delle due associazioni se non riferibili alle diversità dei singoli.
Con il passare del tempo, nelle due associazioni si andarono delineando due correnti diverse: nella Kyo Kai si andava formando l'idea di approfondire maggiormente la pratica del Karate utilizzando il combattimento libero, generando così, come risposta attuabile e immediata all'esigenza dei praticanti di testare la propria abilità, l'organizzazione di incontri di tipo agonistico. Il maestro Funakoshi fu sempre contrario a questo sviluppo, ritenendo che il Karate esigesse uno “stato spirituale” che il karateka poteva coltivare solo con un intenso allenamento tecnico volto ad una comprensione estrema della tecnica, di sé e dell'altro.
Egli perciò esortava i propri allievi a non incedere nel combattimento sportivo perché riteneva che costituisse una distrazione da obbiettivi più fondamentali. Per questo, nella Shoto-kai, lo studio del Karate-do, viene concepito col desiderio di proseguire questa linea di pensiero e il combattimento agonistico, quindi, non viene incoraggiato. La morte del Maestro Funakoshi segnò la definitiva divisione fra le due associazioni; l'occasione fu il funerale del Maestro, al quale nessun rappresentante ufficiale della Kyokai partecipò.
In quel momento la Kyo-kai era diretta dal Maestro Masatoshi Nakayama; è sotto la sua guida e quella di altri Maestri, che si svilupperà un Karate di tipo “sportivo”, a cui va assegnato, tra gli altri, il merito di aver ottenuto una diffusione eccezionale del Karate nel mondo.
Il M° Shigeru Egami, subentrato a Funakoshi alla guida della Shotokai, rivoluzionerà il Karatedo attraverso una lunga e sofferta ricerca, mantenendo fede ai principi appresi da Funakoshi, facendoli suoi e infine evolvendoli approdando, da questi, a sensibili modifiche sul piano della tecnica e dell'insegnamento.
La scena Shotokan cambiò nel dopoguerra: L'Honbu Dojo (il dojo principale dello shotokan-ryu) fu distrutto, Funakoshi Yoshitaka (figlio di Gichin che ereditò la scuola del padre) morì di tubercolosi, tanti allievi morirono in guerra e lo Shotokan con le sue due scuole (shoto-kai e kyo-kai) si ricompose lentamente. Questa situazione si rafforzò quando Masatoshi Nakayama, Hidetaka Nishiyama e Isao Obata nel Maggio del 1949 diedero vita alla “Nihon Karate Kyokai” (JKA, Japan Karate Association), dove standardizzarono le tecniche a loro modo.
Oggi, comunemente, si ritiene che “Shoto Kai” sia il nome di uno stile di Karate; ora sappiamo che non è così e che lo stile da noi praticato è lo Shoto Kan della ShotoKai detto anche, più familiarmente, “Shoto Kan del Maestro Egami”. Oggi la Kyokai non esiste più essendo stata quindi inglobata nella Shotokai.